# Club Deportivo Universidad Católica (natación)
La Rama de Natación Club Deportivo Universidad Católica es un club de natación situado en Santiago de Chile y fundado en 1940.

## Historia
En 1.970 , el nadador Emilio Zaror se convirtió quien cronometró 00:59:80 el 8 de marzo de 1970 en una competencia en la piscina del Estadio Nacional. Gracias a ese tiempo, logró la gran hazaña y batió el récord nacional, instalándose como el primer deportista nacional en nadar cien metros crol en menos de un minuto.
En los años 90 y 2000 se convirtieron en referentes de la natación del país austral ya que dominaban los primeros puestos del circuito nacional gracias a nadadores como Salvador Mallat, Manfredo Guerra, Ingeborg y Andrea Müller, Christian Sösemann, Nicolás Glasinovic, Claudia Cortés, Emilio Zaror, Mónica Casanegra, Stefania Pavlov, Fernanda Urrejola, Soledad Soto y tantos otros.

### Nadadores destacados
- Maureen Bonté
- Helga Mundt
- Gunther Mundt,
- Sybille Von der Forst
- Inger Von der Forst,
- Miriam Busch
- Eliana Busch
- Axel Paulsen
- Salvador Mallat
- Manfredo Guerra
- Ingeborg Müller
- Andrea Müller
- Christian Sösemann
- Nicolás Glasinovic
- Claudia Cortés
- Emilio Zaror
- Mónica Casanegra
- Stefania Pavlov
- Fernanda Urrejola
- Soledad Soto

|                                                                   |
| Equipo campeón nacional invierno 1997 y campeón copa Italia 1997. |

|                                                         |
| Nadadores Cruzados en los Juegos Panamericanos de 2007. |

|                                            |
| Equipo Natación Universidad Católica 2008. |

## Recinto deportivos

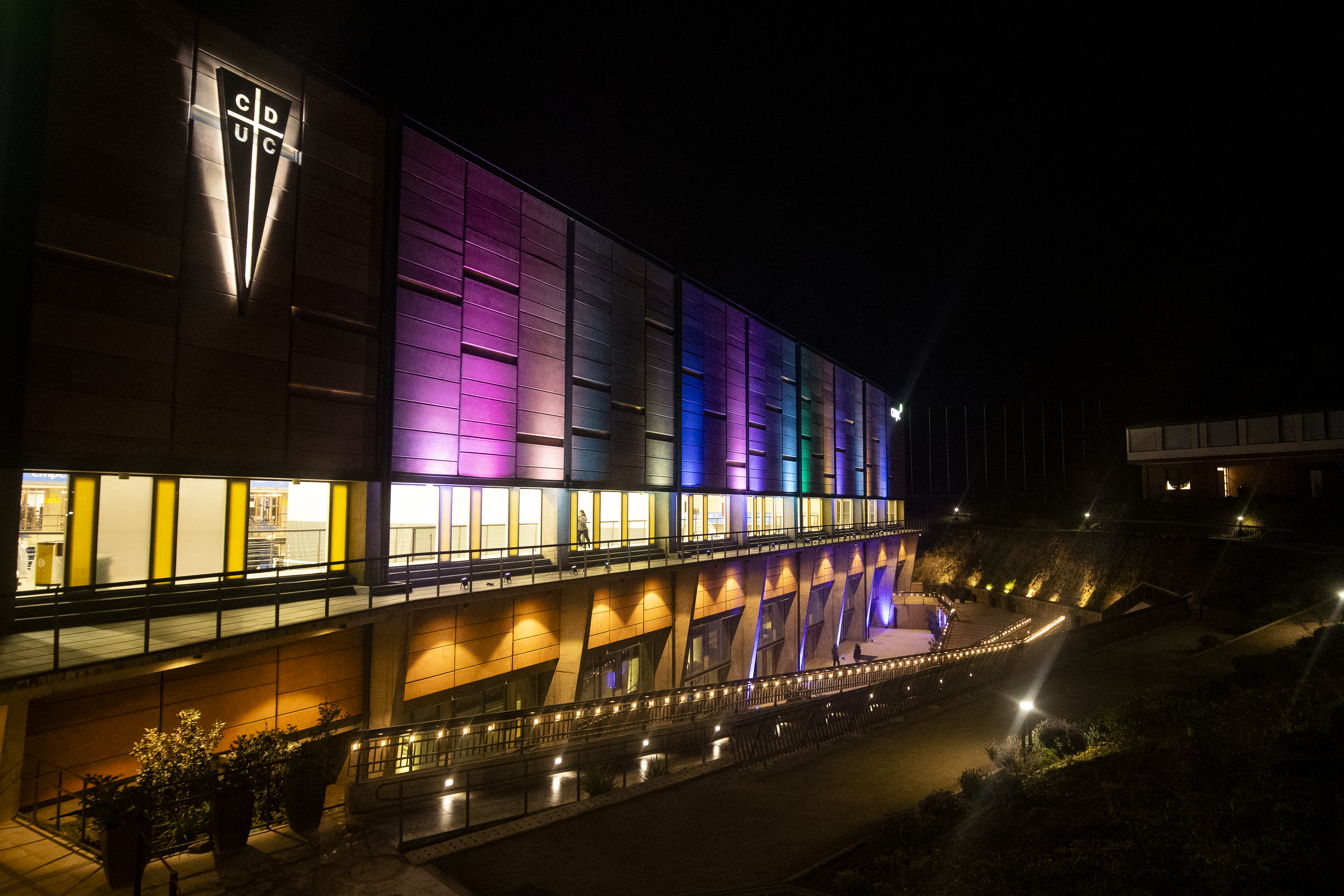
Imagen del Edificio de Deportes UC.

Esta rama surge a mediados de los años 40 con el desarrollo de la natación clásica, integrándose el año 1987 el nado sincronizado en la antiguas instalaciones del Club Deportivo Universidad Católica en el sector de Santa Rosa en la capital chilena. En el año 2008 las instalaciones fueron vendidas, lo que generó la mudanza a la piscina de socios de San Carlos de Apoquindo. 
En 2016, comenzó la propuesta de construcción de un nuevo recinto deportivo del club. Es así como en agosto de ese año fue aprobada su construcción.En dicha propuesta se incluye instalaciones para las rama de natación. En octubre de 2021, finalmente se inauguró el Edificio de Deportes UC.El cual cuenta en uno de sus 3 pisos una piscina temperada de 50 metros y 1.40 metros de profundidad que se caracteriza por 10 carriles de 50 metros y otros 18 de 25 metros, también cuenta con graderías con capacidad de 240 personas.

## Palmarés

### Torneos locales
- Campeonato de Santiago (1): 1944.[9]
- Torneo de Apertura de la Asociación Santiago (1): 1948.[10]
- Campeonato Nacional de Apertura Open (1):  2024.[11]

- Torneo Nacional de Primavera (1): 2006.
- Copa Estadio Israelita (5): 1983,  1984, [12] 1987, [13] 2006,  2015.
- Cuadrangular Universidad de Chile (1): 1972.[14]
- Copa Confraternidad (1): 1984.[15]
- Copa Francia (3): 1999,  2000, 2003.
- Copa Ciudad Deportiva (1): 2010.
- Campeonato de Menores (1): 1987.[16]

### Torneos nacionales
- Campeonato Nacional de Verano:

 (38):: 1948, 1949, 1950, 1951, 1952, 1953, 1954, 1955, 1956, 1957, 1958, 1959, 1960, 1961, 1962, 1963, 1964, 1965, 1966, 1967, 1969, 1970, 1971, 1972, 1973, 1974,  1975, 1976, 1977, 1978, 1979, 1980, 1981, 1982, 1983, 1984, 2024.
 (15): 1994, 1995, 1996,1997, 1998, 1999, 2000, 2001, 2002, 2003, 2004, 2005, 2006, 2007, 2008
- Campeonato Nacional de Invierno:

 (1):: 1997
- Campeonato Nacional Universitario de Natación Femenino :

 (8): 2005, 2006, 2009, 2012, 2013, 2016, 2017, 2018
- Campeonato Nacional Universitario de Natación Masculino :

 (9): 2005, 2006, 2007, 2008, 2010, 2012, 2013, 2014, 2016
- Campeonato Nacional Infantil de Verano:

 (1): 2024.
- Copa UC:

-  (1): 2017,  2022.

- Campeonato de Chile de Natación (2)

- Masculino - Primera Categoría: 1946.
- Masculino - Saltos ornamentales. 1946.

- Campeonato Nacional (1)

- Adultos - 2009.

- Campeonato Nacional (1)

- Todo competidor - Pamela García. 1988.

- Campeonato Nacional (4)

- Modalidad Figuras - Pamela García. 1988.
- Modalidad Solos - Pamela García. 1988.
- Modalidad Duetos - Pamela García y Alda Becerra. 1988.
- Modalidad Equipos - Pamela García,  Rosita Perey,  Carla Villarroel y Alda Becerra.. 1988.

### Torneos internacionales
- Copa Italia Internacional:

 (1997)  (2021).
- Sudamericano Máster de Mar del Plata:

400 metros combinados - Francisco Montero -  Medalla de oro (2014)
200 metros combinados - Francisco Montero -  Medalla de plata (2014)
100 metros combinados - Francisco Montero -  Medalla de plata (2014)